# Edgar T. Wherry
Pour les articles homonymes, voir Wherry.
Edgar Theodore Wherry, né le 10 septembre 1885 à Philadelphie (États-Unis) et mort le 14 mai 1982, est un minéralogiste, pédologue et botaniste américain. Il avait un profond intérêt pour les fougères et les Sarracenia.
Wherry a obtenu son baccalauréat en chimie en 1906 de l'Université de Pennsylvanie. Il a obtenu son doctorat en minéralogie en 1909 de la même université. De 1908 à 1912, il enseigne à l'Université Lehigh. Il a vécu à Washington de 1912 à 1930, travaillant une partie de ce temps comme conservateur adjoint de la minéralogie pour le Musée national d'histoire naturelle des États-Unis, ainsi que pour le Bureau de chimie du Département de l'Agriculture des États-Unis. Il a enseigné la botanique à l'Université de Pennsylvanie de 1930 à 1955, date à laquelle il a pris sa retraite. Il a écrit de nombreux articles en minéralogie au cours de ces années. Il a été le quatrième président de la Mineralogical Society of America (MSA) en 1923.
Il s'est intéressé aux fougères à 30 ans et a beaucoup travaillé dans ce domaine le reste de sa vie. Il a été président de l'American Fern Society de 1934 à 1939. Il a écrit trois guides clés sur les fougères de l'est de l'Amérique du Nord. Le premier fut Guide to Eastern Ferns en 1937, suivi d'un The Fern Guide grandement mis à jour en 1961 et enfin The Southern Fern Guide en 1964. Il était à l'avant-garde des travaux taxonomiques sur les fougères et ses guides de terrain fournissaient une taxonomie beaucoup plus actuelle que les autres guides de l'époque. Il a fait don de toutes les redevances des guides de terrain de fougères à l'American Fern Society.
L'Académie des sciences naturelles de l'Université Drexel conserve de nombreux spécimens botaniques qu'il a collectés en Pennsylvanie dans les années 1940 et 1950. Une initiative de crowdsourcing, organisée par le Mid-Atlantic Herbaria Consortium, numérisait ces archives en 2020.
En 1964, il a reçu le prix commémoratif Mary-Soper-Pope en botanique.
Le prix Edgar-T.-Wherry a été créé en 1989 par la Société américaine de botanique pour le meilleur article présenté chaque année dans la section ptéridologique.

## Plantes nommées d'après Wherry
- Asplenium ×wherryi D.M. Smith (A. bradleyi × A. montanum)
- Castilleja wherryana Pennell
- Dryopteris ×neo-wherryi Wagner (D. goldieana × D. marginalis)
- Dryopteris wherryi Petit
- Iris wherryana Grue
- Mimosa wherryana (Britton) Standl.
- Mimosopsis wherryana Britton
- Penstemon wherryi Pennell
- Phlox wherryi Heath
- Silene wherryi Petit

## Plantes nommées par Wherry
Wherry est l'auteur de 109 noms de taxons végétaux et co-auteur de 11 autres. De plus, il a fait 223 combinaisons basées sur des noms préexistants. En voici quelques exemples :
- Asplenium ×trudellii Wherry (A. montanum × A. pinnatifidum)
- Microgramma heterophylla (L.) Wherry
- Sarracenia oreophila (Kearney) Wherry
- Sarracenia jonesii Wherry
- Trille cernuum f. tangerae Wherry

## Livres de Wherry
- Wherry, Edgar T. Wild Flowers of Mount Desert Island, Maine. Garden Club de Mount Desert, Bar Harbor, Maine. 1928. 164 pp. ill.
- Wherry, Edgar T. The Wild Flower Guide, Northeastern and Midland United States. Doubleday, Garden City, New York. 1948. 202 p. ill.
- Wherry, Edgar T. Guide to Eastern Ferns. Illustré de dessins au trait par Oliver Stoner et Cyrus Feldman. Première édition : The Science Press Printing Company, Lancaster, Pennsylvanie. 1937. iv, 220 pp. frontispice, illus, 6.5x4in (170x100mm), couverture rigide. Deuxième édition : University of Pennsylvania Press, Philadelphie, Pennsylvanie. 1942. iv, 252 pp. couverture rigide. Réimpression de la deuxième édition : University of Pennsylvania Press, Philadelphie, Pennsylvanie. 1948. iv, 252 pp. couverture rigide.
- Wherry, Edgar T. The Genus Phlox. 174 p., ill. Morris Arboretum Monograph 3. 1955. 174 pp. ill.
- Wherry, Edgar T. The Fern Guide (Northeastern and Midland United States and Adjacent Canada; Doubleday Nature Guide Series). Illustré par James CW Chen. Première impression : Doubleday & Co., Garden City, New York. 1961. 318 pages. Couverture rigide. Réimpression : Dover Publications Inc., New York, New York. 1994 (1995 ?). 318 p. 120 n/b ill, couverture souple. (ISBN 0-486-28496-4) .
- Wherry, Edgar T. The Southern Fern Guide (Sud-Est et Midland des États-Unis; Doubleday Nature Guide Series). Illustré par James CW Chen et Keith CY Chen. Première édition : Doubleday & Co., Garden City, New York. 1964. 349 pages. Couverture rigide. Deuxième édition : "Première édition corrigée avec changements de nomenclature". American Fern Society, chapitre de New York, Bronx, New York. 1972. 349 pp. couverture souple. LC 77-93190. Réimpression de la deuxième édition : American Fern Society, New York Chapter, Bronx, New York. 1978. 349 pages. Couverture rigide.